# U 30 (U-Boot, 1936)
U 30 war ein deutsches U-Boot vom Typ VII A, das im Zweiten Weltkrieg von der Kriegsmarine eingesetzt wurde.

## Geschichte
Der Auftrag für das Boot wurde am 1. April 1935 an die AG Weser in Bremen vergeben. Die Kiellegung erfolgte am 24. Januar 1936, der Stapellauf am 4. August 1936, die Indienststellung unter Kapitänleutnant Hans Cohausz am 8. Oktober 1936.
Nach der Indienststellung gehörte das Boot bis zum 31. Dezember 1939 zur U-Flottille „Saltzwedel“. Bei der Neugliederung der U-Flottillen kam es bis zum 20. November 1940 zur 2. U-Flottille in Wilhelmshaven. Nach seiner aktiven Dienstzeit gehörte U 30 als Ausbildungsboot vom 1. Dezember 1940 bis zum 30. November 1943 zur 24. U-Flottille in Memel. Nach einer Außerdienststellung vom Dezember 1942 bis Mai 1943 wurde das Boot vom 1. Dezember 1943 bis zum 12. Januar 1945 als Schulboot der 22. U-Flottille in Gotenhafen zugeteilt. Kurz vor dem Kriegsende wurde es nach Kiel überführt, dort außer Dienst gestellt und im Mai 1945 selbstversenkt.
U 30 unternahm acht Feindfahrten, auf denen 16 Schiffe mit einer Gesamttonnage von 86.102 BRT und ein Kriegsschiff mit 325 t versenkt und ein Schiff mit 5.642 BRT sowie ein Kriegsschiff mit 31.100 t beschädigt wurden.
Wie die meisten deutschen U-Boote seiner Zeit führte auch U 30 ein bootsspezifisches Zeichen, das am Turm aufgemalt war und von der Besatzung an Mützen und Schiffchen getragen wurde. Es handelte sich um die stilisierte Zeichnung eines Foxterriers, die vom Besatzungsmitglied Georg Högel entworfen und am Turm angebracht worden war. Das Symbol ging auf „Schnurzl“, den Hund des Kommandanten zurück, zu dem die Mannschaft eine besondere Verbindung aufgebaut hatte. Beim Wechsel auf sein nächstes Kommando nahm Lemp das Symbol mit – so wurde der Hund auch das Zeichen von U 110.

### Erste Unternehmung
Das Boot lief am 22. August 1939 um 4 Uhr von Wilhelmshaven aus und am 27. September 1939 wieder dort ein. Auf dieser 37 Tage dauernden Unternehmung in den Nordatlantik nordwestlich von Irland wurden drei Schiffe mit insgesamt 23.206 BRT versenkt.
- 4. September 1939: Versenkung des britischen Passagierdampfers Athenia (13.581 BRT) (Lage) durch einen Torpedo. Das Schiff, das sich auf dem Weg von Glasgow über Liverpool nach Montreal befand, hatte 315 Besatzungsmitglieder und 1102 Passagiere, viele von ihnen Flüchtlinge aus Europa, an Bord. Bei und nach der Torpedierung starben 19 Besatzungsmitglieder und 93 Passagiere. Die Athenia war das erste Schiff, das im Zweiten Weltkrieg versenkt wurde. Das Ereignis wird auch als Athenia-Zwischenfall bezeichnet.
- 11. September 1939: Versenkung des britischen Dampfers Blairlogie (4.425 BRT) (Lage) durch Artillerie und Torpedo. Er hatte Eisen- und Stahlschrott geladen und befand sich auf dem Weg von Portland nach Land’s End. Es gab keine Toten, 32 Überlebende.
- 14. September 1939: Versenkung des britischen Dampfers Fanad Head (5.200 BRT) durch einen G7a-Torpedo. Er hatte Frachtgut (inklusive Weizen) und acht Passagiere an Bord und befand sich auf dem Weg von Montreal nach Belfast. Es gab keine Toten, 50 Überlebende.

Lemp ließ das britische Schiff am frühen Morgen in der Nähe von Rockall mit einem Warnschuss aus der Deckkanone stoppen. Der Frachter sendete ein Notsignal inklusive einer Positionsangabe und die Crew ging von Bord. Das SSS-Signal – die Buchstabenkombination stand für einen U-Bootangriff – wurde von dem modernsten Flugzeugträger der Royal Navy, der Ark Royal empfangen, die sich zu diesem Zeitpunkt etwa 180 sm nordöstlich der Position der Fanad Head befand. Drei der sechs Zerstörer, welche die Ark Royal begleiteten, verließen den Verband und liefen mit Höchstgeschwindigkeit auf die angegebene Position zu. Lemp beschloss, das britische Schiff durch ein Sprengkommando versenken zu lassen, um Torpedos zu sparen. Zwei Besatzungsmitglieder von U 30 setzten in einem Schlauchboot über und gingen an Bord der Fanad Head. Dort begannen sie damit, die Sprengung vorzubereiten. Inzwischen trafen drei Kampfflugzeuge ein, die von der Ark Royal entsandt worden waren. Lemp ließ sein Boot abtauchen, wobei vergessen wurde, die Sicherungsleine zu kappen, mit der das Schlauchboot des Sprengkommandos mit U 30 verbunden war. Zwei der Skuas entdeckten das Schlauchboot und griffen das fliehende U-Boot mit Bomben an. Dabei flogen sie jedoch so tief, dass die Maschinen durch von den Explosionen aufgeschleuderten Bombensplittern beschädigt wurden. Während U 30 mit beschädigten Torpedorohren abtauchte, waren beide Kampfflugzeuge in der Folge flugunfähig und mussten wassern.
Die Piloten wurden von den beiden Besatzungsmitgliedern des U-Bootes, die den Angriff von der Fanad Head aus beobachtet hatten, gerettet und an Bord des britischen Dampfers geholt. Nachdem das U-Boot wieder aufgetaucht war, wurde es zunächst durch die dritte Skua mit Bordgeschützen beschossen. Dabei wurde ein Mann des Sprengkommandos verwundet, während er versuchte, die gefangenen britischen Piloten an Bord von U 30 zu bringen. Der Pilot der dritten Skua musste wegen Treibstoffmangels bald abdrehen. Die gefangenen britischen Piloten wurden an Bord von U 30 medizinisch versorgt. Zudem feuerte Lemp schließlich vier Torpedos ab, um den Dampfer zum Sinken zu bringen. Unmittelbar nach der Versenkung der Fanad Head trafen gegen 18:30 Uhr weitere Flugzeuge der Ark Royal ein. Es handelte sich um sechs Swordfish-Doppeldecker, die mehrere Bomben auf das abtauchende U-Boot warfen. Lemp gelang es zunächst, zu entkommen, dann wurde U 30 von den eintreffenden Zerstörern des Verbands um die Ark Royal durch Sonar aufgefunden. Mehrere gut gezielte Wasserbomben beschädigten das U-Boot erheblich. Der Maschinenraum wurde teilweise geflutet und musste mit einer Eimerkette entwässert werden. Das Wasser wurde hierfür zunächst in die Zentrale verbracht und von dort aus dem Boot gepumpt. Dabei sackte U 30 auf 143 Meter – die größte Tiefe, aus der es ein U-Boot bis zu diesem Zeitpunkt jemals gelungen war, wieder aufzutauchen. Lemp konnte sich erst nach sechsstündiger Wasserbombenverfolgung den Zerstörern zu entziehen. Er setzte die britischen Piloten auf Island ab und kehrte nach Deutschland zurück. In einseitiger Verdrehung der Tatsachen meldete die deutsche Propaganda anschließend einen „Sieg über die Ark Royal“.
Lemp ließ zur Erinnerung an die Versenkung der Fanad Head eine rote Hand mit drei Blutstropfen am Turm von U 30 aufmalen. Darunter stand das Datum der Versenkung des Schiffes. Die Fanad Head fuhr für die Ulster Steam Shipping Company, deren Symbol die „Rote Hand von Ulster“ war.

### Zweite Unternehmung
Das Boot lief am 9. Dezember 1939 um 4 Uhr von Wilhelmshaven aus und am 14. Dezember 1939 um 2 Uhr wieder dort ein. Auf dieser fünf Tage dauernden Unternehmung in den Nordatlantik wurden keine Schiffe versenkt oder beschädigt. Die Fahrt musste wegen Maschinenschadens abgebrochen werden.

### Dritte Unternehmung
Das Boot lief am 23. Dezember 1939 um 12 Uhr von Wilhelmshaven aus und am 17. Januar 1940 um 17 Uhr wieder dort ein. Auf dieser 25 Tage dauernden Unternehmung in den Nordatlantik, wobei ein Minenfeld von zwölf Minen vor Liverpool gelegt wurde, wurden fünf Schiffe mit insgesamt 27.549 BRT und ein Hilfs-U-Jäger mit 325 t versenkt und ein Schiff mit 5.642 BRT und ein Schlachtschiff mit 31.100 t beschädigt.
- 28. Dezember 1939: Versenkung des britischen Hilfs-U-Jägers Barbara Robertson (325 t) durch Artillerie. Er kam aus Hull und sollte den Fischfang überwachen.
- 28. Dezember 1939: Beschädigung des britischen Schlachtschiffes Barham (31.100 t) durch einen Torpedo.
- 11. Januar 1940: Versenkung des britischen Dampfers El Oso (7.276 BRT) (Lage) durch einen Minentreffer. Er hatte 9.238 t Rohöl und 511 t Flugbenzin geladen und befand sich auf dem Weg von Lobito über Halifax nach Ellesmere Port. Er gehörte zum aufgelösten Geleitzug HX-14 mit 40 Schiffen. Es gab drei Tote und 32 Überlebende.
- 15. Januar 1940: Beschädigung des britischen Dampfers Garcia (5.642 BRT) durch einen Minentreffer. Er hatte 844 t Stückgut geladen und befand sich auf dem Weg vom Clyde nach Saint John. Das Schiff gehörte zum Konvoi OB-71. Es wurde am 19. Februar 1941 von deutschen Flugzeugen versenkt.
- 17. Januar 1940: Versenkung des britischen Dampfers Cairnross (5.494 BRT) (Lage) durch einen Minentreffer. Er hatte Frachtgut, Kohle und 50 t Tonwaren geladen und befand sich auf dem Weg vom Tyne, Leith und Liverpool nach Saint John. Der Dampfer fuhr im Konvoi OB-74 mit 19 Schiffen. Es gab keine Toten, 48 Überlebende.
- 7. Februar 1940: Versenkung des britischen Motorschiffs Munster (4.305 BRT) (Lage) durch einen Minentreffer. Es hatte Eier, Geflügel, Garne, Textilien geladen und befand sich auf dem Weg von Belfast nach Liverpool. Es gab zwei Tote.
- 9. Februar 1940: Versenkung des britischen Dampfers Chagres (5.406 BRT) durch einen Minentreffer. Er hatte 1.500 t Bananen geladen und befand sich auf dem Weg von Victoria (heute Limbe) nach Garston. Es gab zwei Tote und 62 Überlebende.
- 8. März 1940: Versenkung des britischen Dampfers Counsellor (5.068 BRT) (Lage) durch einen Minentreffer. Er hatte Frachtgut und Baumwolle geladen und befand sich auf dem Weg von New Orleans über Halifax nach Liverpool. Der Dampfer gehörte zum Konvoi HX-22 mit 35 Schiffen, Es gab keine Toten, 78 Überlebende.

### Vierte Unternehmung
Das Boot lief am 11. März 1940 um 17 Uhr von Wilhelmshaven aus und am 30. März 1940 um 10 Uhr dort wieder ein. Auf dieser 19 Tage dauernden Unternehmung in der Nordsee sowie bei den Shetland- und den Orkneyinseln wurden keine Schiffe versenkt oder beschädigt.

### Fünfte Unternehmung
Das Boot lief am 3. April 1940 um 13 Uhr zum Unternehmen Weserübung von Wilhelmshaven aus und am 4. Mai 1940 um 15 Uhr wieder dort ein. Auf dieser 31 Tage dauernden Unternehmung vor Trondheim wurden keine Schiffe versenkt oder beschädigt.

### Sechste Unternehmung
Das Boot lief am 8. Juni 1940 um 12 Uhr von Wilhelmshaven aus und am 7. Juli 1940 um 8 Uhr in Lorient ein. Auf dieser 29 Tage dauernden Unternehmung im Nordatlantik, der Biscaya, dem Nordkanal und vor dem Kap Finisterre wurden fünf Schiffe mit zusammen 22.300 BRT versenkt.
- 20. Juni 1940: Versenkung des britischen Dampfers Otterpool (4.876 BRT) (Lage) durch einen Torpedo. Er hatte 8.180 t Eisenerz geladen und befand sich auf dem Weg von Bona nach Middlesbrough. Der Dampfer fuhr in Konvoi HGF-34 mit 22 Schiffen. Es gab 23 Tote und 16 Überlebende.
- 22. Juni 1940: Versenkung des norwegischen Motorschiffs Randsfjord (3.999 BRT) durch einen Torpedo. Es war bereits am 21. Juni 1940 von U 47 beschädigt worden. Es hatte 6.746 t Stückgut an Bord und befand sich auf dem Weg von New York nach Liverpool. Das Schiff gehörte zum Konvoi HX-49. Es gab vier Tote und 29 Überlebende.
- 28. Juni 1940: Versenkung des britischen Dampfers Llanarth (5.053 BRT) (Lage) durch einen Torpedo. Er hatte 7.980 t Mehl geladen und befand sich auf dem Weg von Melbourne über Leith nach Aberdeen. Es gab keine Toten, 35 Überlebende.
- 1. Juli 1940: Versenkung des britischen Dampfers Beignon (5.218 BRT) (Lage) durch einen Torpedo. Er hatte 8.816 t Weizen geladen und befand sich auf dem Weg von Fremantle über Freetown nach Newcastle. Das Schiff fuhr im Konvoi SL-36 mit 41 Schiffen. Es gab drei Tote und 30 Überlebende.
- 6. Juli 1940: Versenkung des ägyptischen Dampfers Angele Mabro (3.154 BRT) durch einen Torpedo. Er hatte Eisenerz geladen und befand sich auf dem Weg von Bilbao nach Cardiff.

### Siebente Unternehmung
Das Boot lief am 13. Juli 1940 um 21 Uhr von Lorient aus und am 24. Juli 1940 wieder dort ein. Auf dieser elf Tage dauernden Unternehmung vor die Straße von Gibraltar wurde ein Schiff mit 712 BRT versenkt.
- 21. Juli 1940: Versenkung des britischen Dampfers Ellaroy (712 BRT) (Lage) durch einen Torpedo. Er hatte 800 t Grubenholz geladen und befand sich auf dem Weg von Lissabon nach Newport. Es gab keine Toten, 16 Überlebende.

### Achte Unternehmung
Das Boot lief am 5. August 1940 um 21 Uhr von Lorient aus und am 30. August 1940 um 10 Uhr in Kiel ein. Auf dieser 22 Tage dauernden Unternehmung in den Nordatlantik und den Nordkanal wurden zwei Schiffe mit insgesamt 12.407 BRT versenkt.
- 9. August 1940: Versenkung des schwedischen Motorschiffs Canton (5.779 BRT) (Lage) durch einen Torpedo. Es hatte 3.000 t Roheisen, 2.700 t Leinsamen, 1.034 t Sackleinwand und 1.152 t Frachtgut geladen und war auf dem Weg von Kalkutta nach Liverpool. Es gab 16 Tote und 16 Überlebende.
- 16. August 1940: Versenkung des britischen Dampfers Clan MacPhee (6.628 BRT) (Lage) durch einen Torpedo. Er hatte 6.700 t Frachtgut geladen und befand sich auf dem Weg von Glasgow, Liverpool nach Bombay. Das Schiff gehörte zum Konvoi OB-197 mit 54 Schiffen. Es gab 67 Tote und 76 Überlebende.

## Verbleib
U 30 wurde im Januar 1945 in Kiel außer Dienst gestellt. Es sollte noch als Schießstandboot für das Höhere Kommando der Torpedoschulen dienen, doch dazu kam es bis zum Kriegsende nicht mehr. Das Boot wurde am 5. Mai 1945 in der Flensburger Förde gemäß dem lange bestehenden, allerdings von Großadmiral Dönitz am Abend des 4. Mai 1945 aufgehobenen Regenbogen-Befehls von seiner Besatzung selbstversenkt. Das Wrack wurde 1948 gehoben und verschrottet.